# Toksook Bay
Toksook Bay – miasto w Stanach Zjednoczonych, w stanie Alaska, w okręgu Bethel.